# العلاقات الجيبوتية الكورية الشمالية
العلاقات الجيبوتية الكورية الشمالية هي العلاقات الثنائية التي تجمع بين جيبوتي وكوريا الشمالية.

## مقارنة بين البلدين
هذه مقارنة عامة ومرجعية للدولتين:
| وجه المقارنة                                              | جيبوتي                    | كوريا الشمالية                        |
| --------------------------------------------------------- | ------------------------- | ------------------------------------- |
| المساحة (كم2)                                             | 23.20 ألف                 | 120.54 ألف                            |
| عدد السكان (نسمة)                                         | 956.99 ألف                | 25.49 مليون                           |
| الكثافة السكانية (ن./كم²)                                 | 41.25                     | 211.47                                |
| العاصمة                                                   | جيبوتي                    | بيونغيانغ                             |
| اللغة الرسمية                                             | لغة فرنسية، اللغة العربية | لغة كوريا الشمالية القياسية ‏          |
| العملة                                                    | فرنك جيبوتي               | وون كوري شمالي                        |
| الناتج المحلي الإجمالي (بليون دولار)                      | 1.84 مليار                |                                       |
| الناتج المحلي الإجمالي (تعادل القوة الشرائية) بليون دولار | 3.10 مليار                |                                       |
| الناتج المحلي الإجمالي الاسمي للفرد دولار أمريكي          | 1.95 ألف                  |                                       |
| الناتج المحلي الإجمالي للفرد دولار أمريكي                 | 3.27 ألف                  |                                       |
| مؤشر التنمية البشرية                                      | 0.470                     |                                       |
| رمز المكالمات الدولي                                      | +253                      | +850                                  |
| رمز الإنترنت                                              | .dj                       | .kp                                   |
| المنطقة الزمنية                                           | ت ع م+03:00               | ت ع م+08:30، ت ع م+08:30، ت ع م+09:00 |

## منظمات دولية مشتركة
يشترك البلدان في عضوية مجموعة من المنظمات الدولية، منها:
| علم المنظمة | اسم المنظمة              | تاريخ انضمام جيبوتي | تاريخ انضمام كوريا الشمالية |
| ----------- | ------------------------ | ------------------- | --------------------------- |
|             | يونسكو                   | 31 أغسطس 1989       | 18 أكتوبر 1974              |
|             | الاتحاد البريدي العالمي  | ?                   | ?                           |
|             | الأمم المتحدة            | 20 سبتمبر 1977      | 17 سبتمبر 1991              |
|             | الاتحاد الدولي للاتصالات | 22 نوفمبر 1977      | ?                           |

## وصلات خارجية
- موقع وزارة الخارجية الكورية الشمالية